# Antibes
Antibes Juan-les-Pins, o più semplicemente Antibes (in occitano Antíbol; in italiano Antibo, esonimo non più molto comune), è un comune francese di 76 580 abitanti, situato nel dipartimento delle Alpi Marittime nella regione della Provenza-Alpi-Costa Azzurra. I suoi abitanti si chiamano antibois in francese e antibolencs in occitano. È il secondo comune del dipartimento delle Alpi Marittime, dopo Nizza.

## Etimologia
Il toponimo Antibes deriva direttamente dal greco antico Antípolis (Ἀντίπολις), ovvero "città opposta" poiché situata sulla riva della baia degli Angeli opposta a Níkaia (Νίκαια), posta a nord della foce del Varo.

## Geografia fisica
Antibes sorge sulla baia degli Angeli, a nord-est della penisola del capo d'Antibes. È situata a 23 km a sud-ovest di Nizza, a 15 km a sud-est di Grasse e a 10 km ad est di Cannes. Il comune di Antibes comprende anche la località turistica di Juan-les-Pins ed il tecnopolo di Sophia-Antipolis.

## Storia
Fu fondata nel IV secolo a.C. dai greci di Massalia con il nome di Antipolis. Nel 43 a.C. fu ufficialmente annessa alla provincia romana della Gallia Narbonense. Tra il IV ed il V secolo fu fondata la diocesi di Antibes.
Sul finire del X secolo il conte di Provenza Guglielmo I ripartì i territori lungo la costa recentemente strappati ai saraceni tra i suoi feudatari. Uno di questi, Rodoardo, considerato il capostipite dei Da Grasse, ottenne la metà della diocesi di Antibes. Nella seconda metà del XII secolo i Da Grasse vendettero la città al vescovo locale. Nel 1124 i saraceni saccheggiarono ed incendiarono la cattedrale della città. A fronte delle continue incursioni, il 19 luglio 1244 i vescovi di Antibes si stabilirono nella vicina Grasse, ritenuta più sicura.
Nel 1385 l'antipapa Clemente VII concesse la signoria di Antibes al doge genovese Antoniotto Adorno a patto che non riconoscesse la legittimità di papa Urbano VI. Contrariamente a quanto accordato il doge genovese si schierò con il pontefice romano vedendosi così revocato il possesso della città provenzale, i cui diritti vennero acquisiti nel novembre dello stesso anno dalla camera apostolica. Nel frattempo i fratelli Luca e Marco Grimaldi avevano prestato alla camera apostolica avignonese 5.000 fiorini genovesi in cambio delle rendite del feudo di Antibes. Impossibilitato a restituire la cifra, Clemente VII assegnò loro la signoria di Antibes nel novembre 1386. Nel 1392 Maria di Biot, reggente della contea di Provenza e partigiana dell'antipapa avignonese, confermò il possesso di Antibes ai Grimaldi in contrasto con il vescovo di Grasse, rimasto fedele al papa di Roma.
Dopo la morte nel 1481 di Carlo III di Provenza Antibes, pur restando infeudata ai Grimaldi, fu annessa al Regno di Francia diventandone l'estremo avamposto sud-orientale. Nel 1536 fu saccheggiata dalle truppe imperiali guidate da Andrea Doria. Per proteggere la città da ulteriori attacchi nel 1550 Enrico II di Francia ordinò la costruzione del forte Carré, poi ampliato da Vauban. Tra il settembre 1590 ed il marzo 1592, durante l'ottava guerra di religione francese, Antibes fu occupata dalle truppe di Carlo Emanuele I di Savoia. L'opera di fortificazione intrapresa dai sovrani francesi continuò negli anni successivi con la realizzazione di un munito sistema difensivo, ultimato nel 1603. Nel 1608 Enrico IV acquistò il feudo di Antibes dai Grimaldi per 250.000 fiorini.
Nel 1746, nel pieno della guerra di successione austriaca, Antibes venne assediata dalle truppe austro-savoiarde guidate da Maximilian Ulysses Browne. Gli assedianti effettuarono un pesante bombardamento che distrusse gran parte del tessuto urbano, cattedrale compresa. L'arrivo di rinforzi francesi unito allo scoppio della rivolta di Genova costrinse però gli assedianti a ritirarsi nel febbraio 1747. Nel 1790 fu inclusa nel territorio del dipartimento del Varo.
Il 1º marzo 1815 Napoleone sbarcò nel golfo Juan, in fuga dall'esilio all'isola d'Elba. Alla notizia dell'arrivo dell'ex-imperatore gli abitanti di Antibes chiusero le porte della città. Nel 1860 in seguito al trattato di Torino che consegnò alla Francia la Savoia e la contea di Nizza Antibes cessò la sua secolare funzione di città frontaliera venendo trasferita al neocostituito dipartimento delle Alpi Marittime.
Nel XIX secolo vennero smantellate le mura seicentesche e il tessuto urbano iniziò ad espandersi verso l'interno e verso il capo d'Antibes. Nel 1882 fu aperto lo stabilimento balneare di Juan-les-Pins.

## Monumenti e luoghi d'interesse
- Cattedrale dell'Immacolata Concezione, anche conosciuta come Nostra Signora della Platea, distrutta durante l'assedio austro-savoiardo del 1746-47, fu rifatta nelle forme attuali per volontà di Luigi XV.
- Castello Grimaldi, sorge sui resti dell'acropoli greca, ospita il Museo Picasso.
- Fort Carré, costruito nel XVI secolo per proteggere la città fu rifatto dall'ingegnere militare Vauban.
- Cappella di San Bernardino

## Economia

### Turismo
Molti sono i pittori, impressionisti e no, che negli ultimi centocinquanta anni hanno scelto di soggiornarvi per un certo tempo per ritrarre i suoi paesaggi e la sua luce incomparabile: ricordiamo Nicolas De Staël, che vi trovò prematuramente la morte, Claude Monet e Paul Signac, Hans Hartung.
Su Antibes Victor Hugo scrisse: "Tout ici rayonne, tout fleurit, tout chante" ovvero "Qui tutto splende, tutto fiorisce, tutto canta".

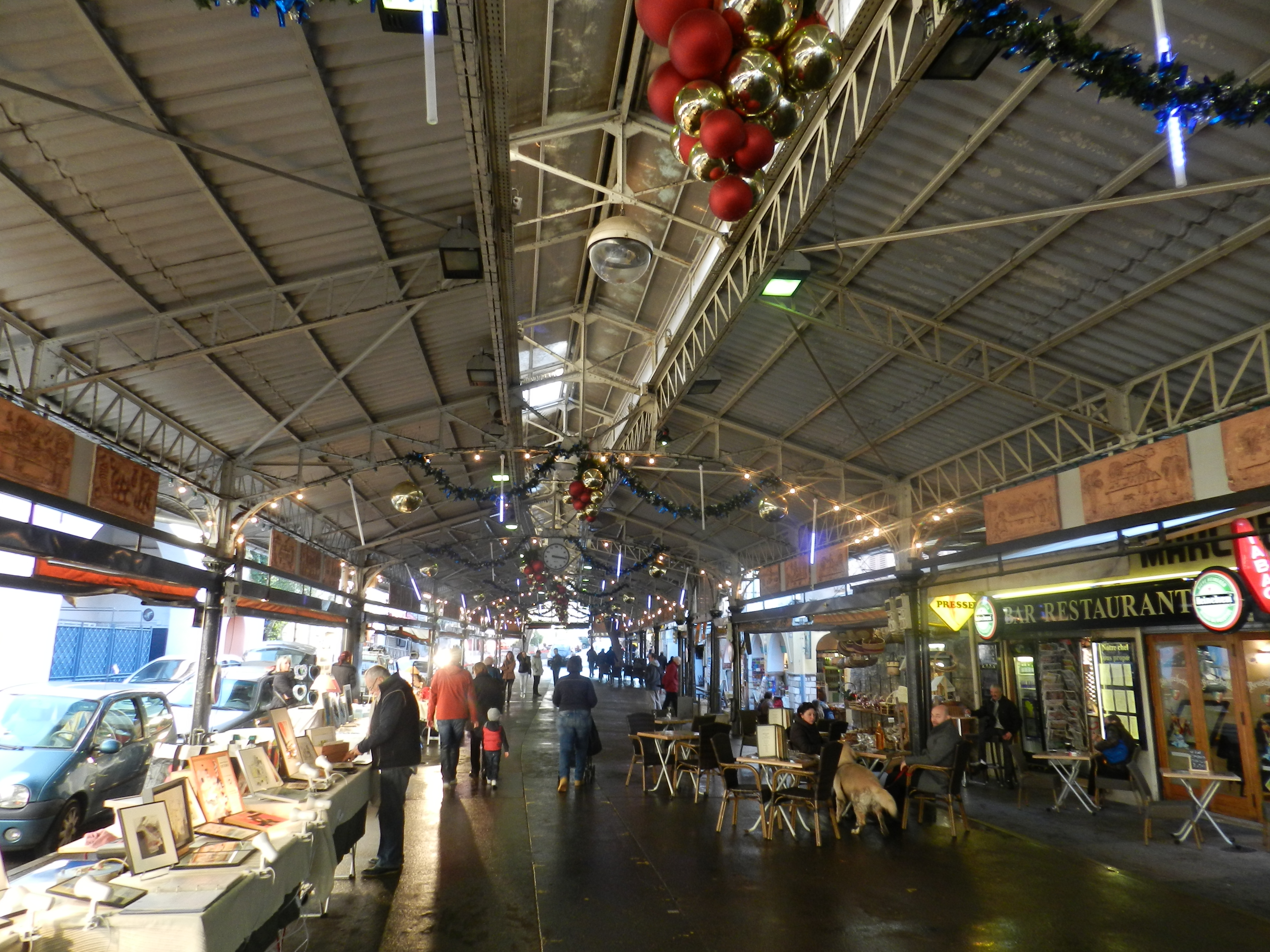
Mercato coperto di Antibes

Tra Antibes e Juan les Pins si estende il famoso promontorio di Cap d'Antibes dove Francis Scott Fitzgerald ambientò parte del suo romanzo Tenera è la notte e dove sorgono alcuni tra i più esclusivi hotel del mondo, come l'Hotel du Cap-Eden Roc, e fastose ville private come il Castello della Croë e che ospita splendidi parchi fra cui il parco Thuret, un giardino botanico di 4 ettari. In cima al promontorio sorge il faro, accanto al Santuario della Garoupe: da qui si gode una magnifica vista a 360 gradi, che va da Cannes alla Baie des Anges.
Molto suggestiva, benché non agevole, la passeggiata a piedi sul litorale del Cap che inizia dalla spiaggia della Garoupe.

Il Fort Carré è una fortezza del XVI secolo, uno dei massimi esempi di architettura militare in Europa, che sorge sulle rovine del Tempio di Mercurio. Vi venne imprigionato Napoleone Bonaparte dal 16 agosto al 14 settembre del 1794, dopo la caduta di Robespierre.
Tra Fort Carré (a levante) e i bastioni della città vecchia (a ponente) c'è il maggiore porto turistico in Europa e il secondo del mondo: Port Vauban. Già importantissimo porto commerciale per la Antipolis dei Greci, mantenne la sua importanza strategica anche durante il Medioevo.

## Cultura

### Istruzione

#### Musei
- Musée Picasso che si trova nel Castello Grimaldi (costruzione che risale al secolo XVI eretta sulle rovine dell'antica acropoli greco-romana) e che contiene tutte le opere che Pablo Picasso eseguì durante il suo soggiorno ad Antibes, nel 1946, fra cui la notissima e acclamata "Joie de vivre"
- Museo Peynet, dedicato al grande artista
- Museo Archeologico (Bastion St. André, costruito da Sébastien Le Prestre de Vauban).

## Infrastrutture e trasporti

### Strade
La principale via d'accesso alla città è l'autostrada A8 che unisce Aix-en-Provence alla frontiera italiana.

### Ferrovie
La stazione ferroviaria principale della città è la stazione di Antibes, situata lungo la linea Marsiglia-Ventimiglia.

## Società

### Evoluzione demografica
Abitanti censiti

## Manifestazioni
Nel mese di luglio nella Pinède Gould di Juan les Pins si svolge da più di 40 anni il Festival del jazz.

## Amministrazione

### Gemellaggi

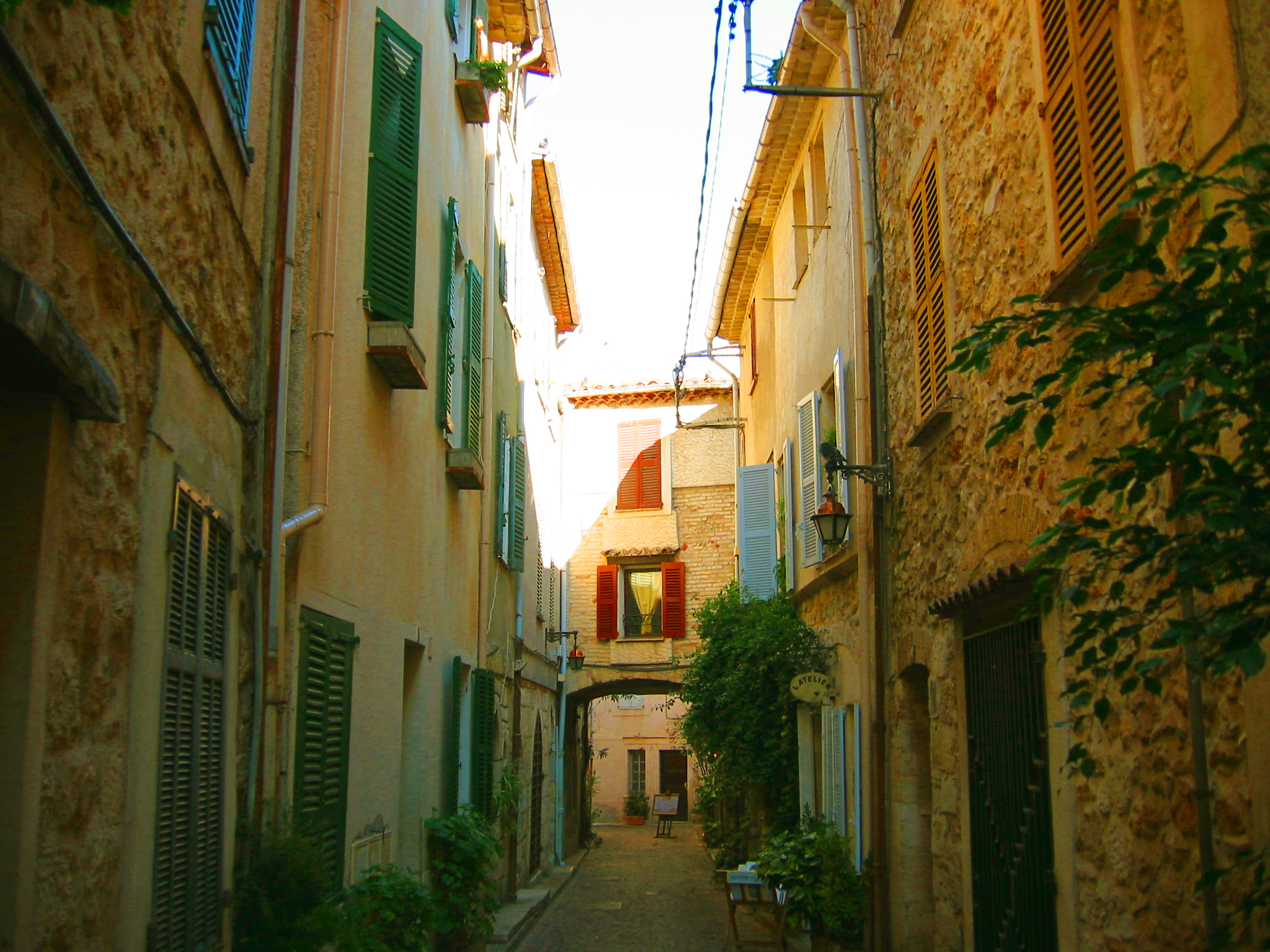
Il centro storico

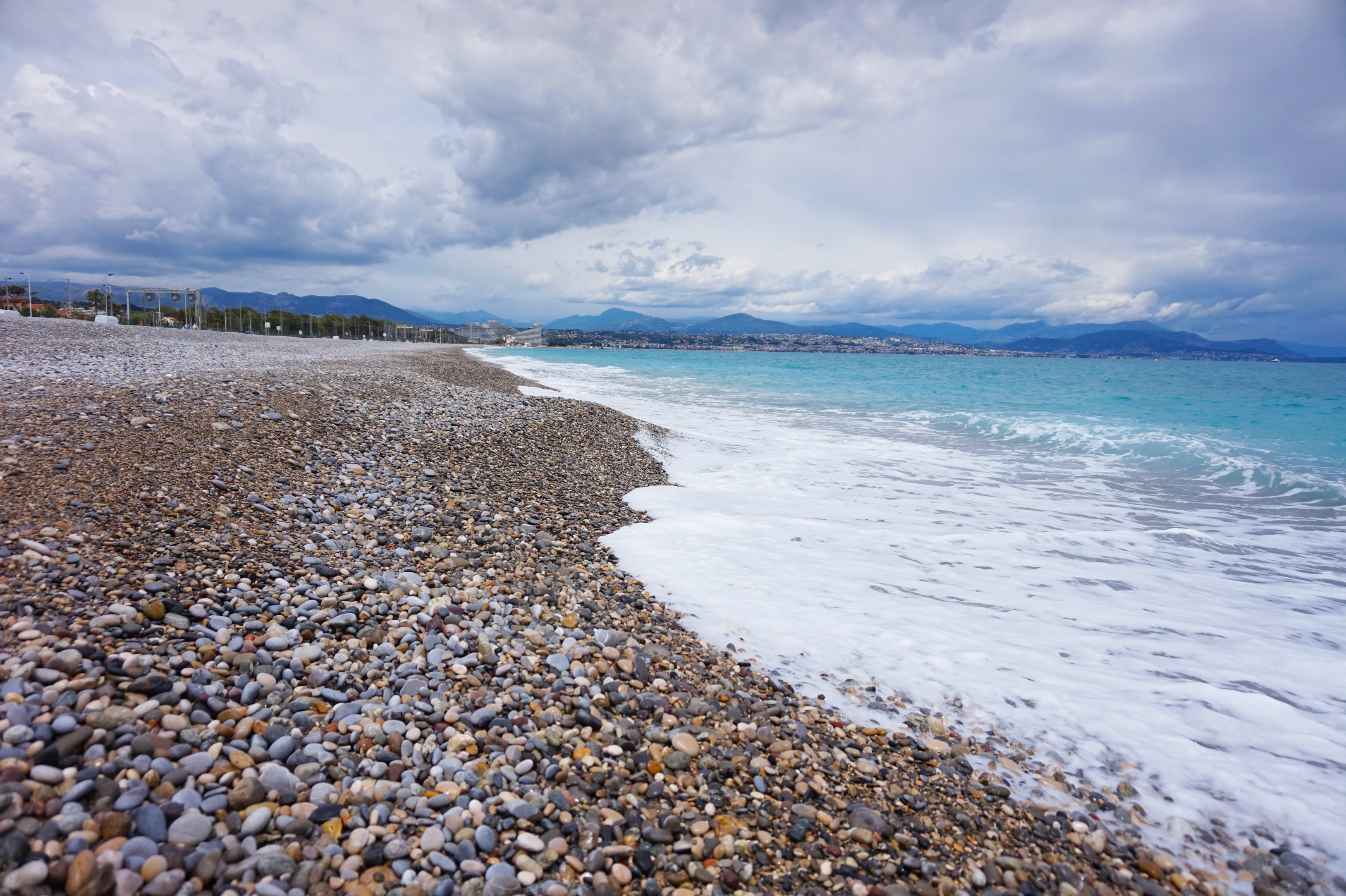
La spiaggia

- Ålborg
- Kinsale
- Newport Beach
- Schwäbisch Gmünd
- Eilat
- Desenzano del Garda
- Olimpia